# Eleição municipal de Fortaleza em 1950
As eleições municipais de Fortaleza em 1950, aconteceram no dia 3 de outubro, como parte das eleições municipais no Brasil em 1950. Foi a terceira eleição municipal realizada na cidade de Fortaleza. Foram eleitos um prefeito, e 21 vereadores. O prefeito titular, à época da eleição, era Acrísio Moreira da Rocha.
Paulo Cabral de Araújo sagrou-se vencedor na disputa para prefeito, recebendo  49,17% dos votos válidos, derrotando dois adversários, sendo o principal Antônio da Frota Gentil.

## Candidatos
Foram apresentadas três candidaturas à prefeito:
Nota: a tabela a seguir está organizada por ordem alfabética de candidatos.
| Prefeito(a)             | Prefeito(a) | Prefeito(a) | Prefeito(a)   |
| Candidato               | Partido     | Partido     | Coligação     |
| ----------------------- | ----------- | ----------- | ------------- |
| Alísio Borges Mamede    |             | PR          | Sem coligação |
| Antônio da Frota Gentil |             | PSD         | Sem coligação |
| Paulo Cabral de Araújo  |             | UDN         | Sem coligação |

Fonte: 

## Resultados

### Prefeito
| Candidato(a)                  | Turno Único 3 de outubro de 1950 | Turno Único 3 de outubro de 1950 |
| Candidato(a)                  | Total                            | Percentagem                      |
| ----------------------------- | -------------------------------- | -------------------------------- |
| Paulo Cabral de Araújo (UDN)  | 20.777                           | 49,17%                           |
| Antônio da Frota Gentil (PSD) | 13.787                           | 32,63%                           |
| Alísio Borges Mamede (PR)     | 7.694                            | 18,21%                           |

Fonte:
| Partido | Partido | Candidato     | Votos  | Votos (%) |
| ------- | ------- | ------------- | ------ | --------- |
|         | UDN     | Paulo Cabral  | 20 777 | 49,17%    |
|         | PSD     | Frota Gentil  | 13 787 | 32,63%    |
|         | PR      | Alísio Mamede | 7 694  | 18,21%    |
| Totais  | Totais  | Totais        | 42 258 |           |

## Vereadores Eleitos
| Candidato                       | Partido/Coligação | Votação |
| ------------------------------- | ----------------- | ------- |
| José Caminha de Alencar Araripe | UDN               | 1.193   |
| José Martins                    | UDN               | 659     |
| Antônio Mendes                  | UDN               | 589     |
| Francisco de Paula Holanda      | UDN               | 552     |
| Luciano Campos Magalhães        | UDN               | 542     |
| Secundiano Ferreira Guimarães   | UDN               | 539     |
| Antonio José Azin               | PSD               | 756     |
| João Ramos de Vasconcelos César | PSD               | 667     |
| Raimundo Ferreira Ximenes Neto  | PSD               | 571     |
| Raimundo Gomes Tavares          | PSP               | 604     |
| Valdemar Rodrigues Figueiredo   | PSP               | 515     |
| Sebastião Franco Baima          | PSP               | 375     |
| José Barros de Alencar          | PR                | -       |
| Enoc Furtado Leite              | PR                | 602     |
| Guttemberg Braun                | PR                | 594     |
| Maria Eulália Odorico de Morais | PR                | 530     |
| Francisco Edvar Pires           | PTB               | 515     |
| João Alves de Albuquerque       | PTB               | 406     |
| Raimundo Ozéas A. Aragão        | PTB               | 402     |
| Américo Barreira                | PL                | 895     |
| Lauro Brígido Garcia            | PL                | 540     |

Fonte: 